# Hypocaccus rugifrons
Hypocaccus rugifrons é uma espécie de insetos coleópteros polífagos pertencente à família Histeridae.
A autoridade científica da espécie é Paykull, tendo sido descrita no ano de 1798.
Trata-se de uma espécie presente no território português.